# 国際トレイルランニング協会
国際トレイルランニング協会（こくさいトレイルランニングきょうかい、英：International Trailrunning Association, 略：ITRA）は、トレイルランニングの国際機関。2013年7月に創立、2015年には国際陸上競技連盟 （IAAF）に認定された。
トレイルランニングにおける世界統一基準策定、競技者の健康確保やデータ化、アンチ・ドーピングといった倫理課題等について、各国代表者と連携しながら取り組んでいる。
またユニークなサービスとして、ITRAが認定したトレイルランニングレースの参加記録を競技者個人ごとに管理、公開・共有ができるサービスを、公式ウェブサイト内で運営している。

## ITRAによるレース分類
ITRAは世界のトレイルランニングレースを一貫してグルーピングするために、ITRAカテゴリーと、独自基準Km-effort（キロメートル・エフォート）によって定量化した分類に応じたポイントを策定している。
2018年2月にはカテゴリー分けの改正が発表され、別々に定義されていたITRAカテゴリーとポイントを、Km-effortを元に相関させるようになった。また、ポイントについては呼称をエンデュランス・ポイントからITRAポイントに改めた。この新規準は2019年開催大会から適用される。
ITRA公認のトレイルランニングレース出走者は、完走後のITRAへの申請により、ポイントを獲得できる仕組みとなっている。一部の（特に、難易度が高い）トレイル・ランニングレースにおいては、獲得しているポイントに応じてエントリー権を与えるレースもあるため、ポイント獲得は中長期のレースエントリー計画において重要な位置付けとなっている。

### Km-effort 定義について
ITRAが独自に定めるKm-effortは、下記の計算式で求める。
- 総距離(km) + 累積獲得標高(m) / 100

例えば、2017年の日本山岳耐久レース（ハセツネCUP）を例に挙げると、以下の通りとなる。
1. 総距離: 65.4km = 65
2. 累積標高 4125m / 100 = 41
3. 65 + 41 = 106 Km-effort

### 2018年開催レースまでのカテゴリー
2018年開催レースまでに適用されるカテゴリー分類は以下となっている。
| カテゴリー | 定義                     |
| ---------- | ------------------------ |
| Trail      | 総距離 42km未満          |
| Ultra M    | 総距離 42km以上 69km以下 |
| Ultra L    | 総距離 70km以上 99km以下 |
| Ultra XL   | 総距離 100km以上         |

### 2018年開催レースまでのポイント
2018年開催レースまでに適用されるポイント（エンデュランス・ポイント）は以下となっている。
| Km-effort | ポイント |
| --------- | -------- |
| 0-24      | 0        |
| 25-39     | 1        |
| 40-64     | 2        |
| 65-89     | 3        |
| 90-139    | 4        |
| 140-189   | 5        |
| >=190     | 6        |

### 2019年開催レースからのカテゴリーとポイント
2019年開催レースから適用されるカテゴリーとポイントは直接相関するようになり、統合された。
| Km-effort | ITRAカテゴリー | ITRAポイント |
| --------- | -------------- | ------------ |
| 0-24      | XXS            | 0            |
| 25-44     | XS             | 1            |
| 45-74     | S              | 2            |
| 75-114    | M              | 3            |
| 115-154   | L              | 4            |
| 155-209   | XL             | 5            |
| >=210     | XXL            | 6            |